# Soccia
Soccia (in corso A Soccia) è un comune francese di 147 abitanti situato nel dipartimento della Corsica del Sud nella regione della Corsica.

## Società

### Evoluzione demografica
Abitanti censiti